# Л'Алфас-дел-Пі
Л'Алфас-дел-Пі, Альфас-дель-Пі (валенс. L'Alfàs del Pi (офіційна назва), ісп. Alfaz del Pi) — муніципалітет в Іспанії, у складі автономної спільноти Валенсія, у провінції Аліканте. Населення — 21 332 особи (2010).

## Географія
Муніципалітет розташований на відстані близько 370 км на південний схід від Мадрида, 42 км на північний схід від Аліканте.

### Клімат
| Кліматограма Л'Алфас-дел-Пі                                                                    | Кліматограма Л'Алфас-дел-Пі | Кліматограма Л'Алфас-дел-Пі | Кліматограма Л'Алфас-дел-Пі | Кліматограма Л'Алфас-дел-Пі | Кліматограма Л'Алфас-дел-Пі | Кліматограма Л'Алфас-дел-Пі | Кліматограма Л'Алфас-дел-Пі | Кліматограма Л'Алфас-дел-Пі | Кліматограма Л'Алфас-дел-Пі | Кліматограма Л'Алфас-дел-Пі | Кліматограма Л'Алфас-дел-Пі |
| ---------------------------------------------------------------------------------------------- | --------------------------- | --------------------------- | --------------------------- | --------------------------- | --------------------------- | --------------------------- | --------------------------- | --------------------------- | --------------------------- | --------------------------- | --------------------------- |
| С                                                                                              | Л                           | Б                           | К                           | Т                           | Ч                           | Л                           | С                           | В                           | Ж                           | Л                           | Г                           |
| 40 13 7                                                                                        | 41 14 8                     | 53 19 10                    | 63 21 12                    | 24 30 16                    | 19 32 20                    | 7 36 23                     | 22 32 22                    | 42 27 19                    | 41 21 16                    | 97 17 12                    | 52 15 9                     |
| Середня макс. і мін. температури повітря (°C) Атмосферні опади (мм), за рік : 501 мм. Джерело: |                             |                             |                             |                             |                             |                             |                             |                             |                             |                             |                             |

## Демографія
Динаміка населення (INE ):

## Галерея зображень

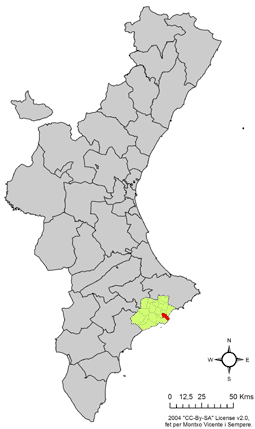
Розташування муніципалітету Л'Алфас-дел-Пі у автономній спільноті Валенсія
Розташування муніципалітету Л'Алфас-дел-Пі у комарці Маріна-Баха
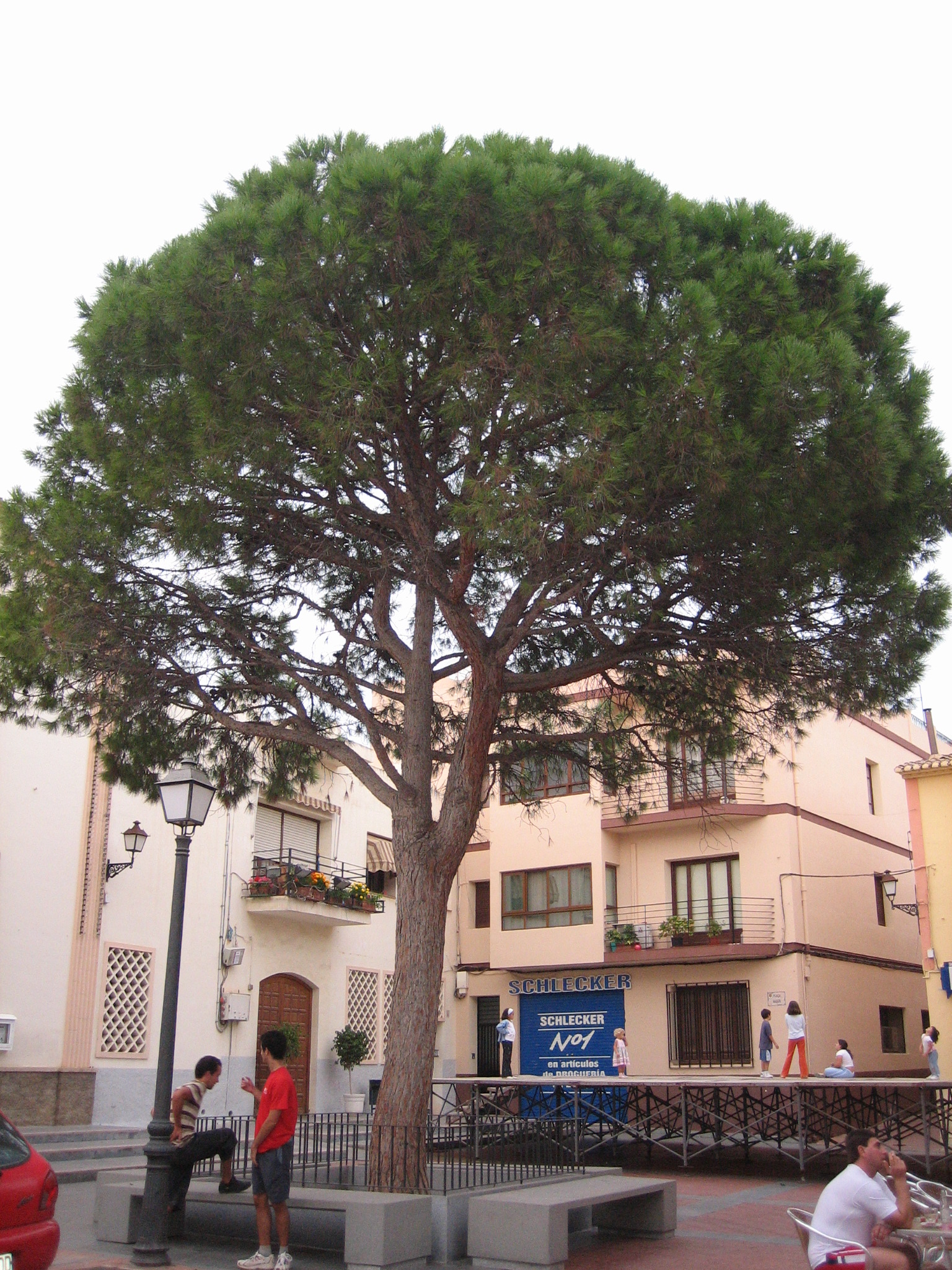
Пласа-Майор